# Dendrocalamus cinctus
Dendrocalamus cinctus är en gräsart som beskrevs av Radha Binod Majumdar, Thomas Robert Soderstrom och R.P. Ellis. Dendrocalamus cinctus ingår i släktet Dendrocalamus och familjen gräs.
Artens utbredningsområde är Sri Lanka. Inga underarter finns listade i Catalogue of Life.